# Foxrock
Foxrock är en ort i republiken Irland.   Den ligger i provinsen Leinster, i den östra delen av landet, 9 km sydost om huvudstaden Dublin. Foxrock ligger 71 meter över havet och antalet invånare är 12 870.
Terrängen runt Foxrock är platt åt nordost, men åt sydväst är den kuperad. Havet är nära Foxrock åt nordost.Runt Foxrock är det tätbefolkat, med 550 invånare per kvadratkilometer. Närmaste större samhälle är Dublin, 8,9 km nordväst om Foxrock. Runt Foxrock är det i huvudsak tätbebyggt.